# Магальянес (футбольный клуб)
«Магалья́нес» (исп. Club Deportivo Magallanes) — чилийский футбольный клуб из города Майпу. В настоящий момент выступает во Втором дивизионе страны.

## История

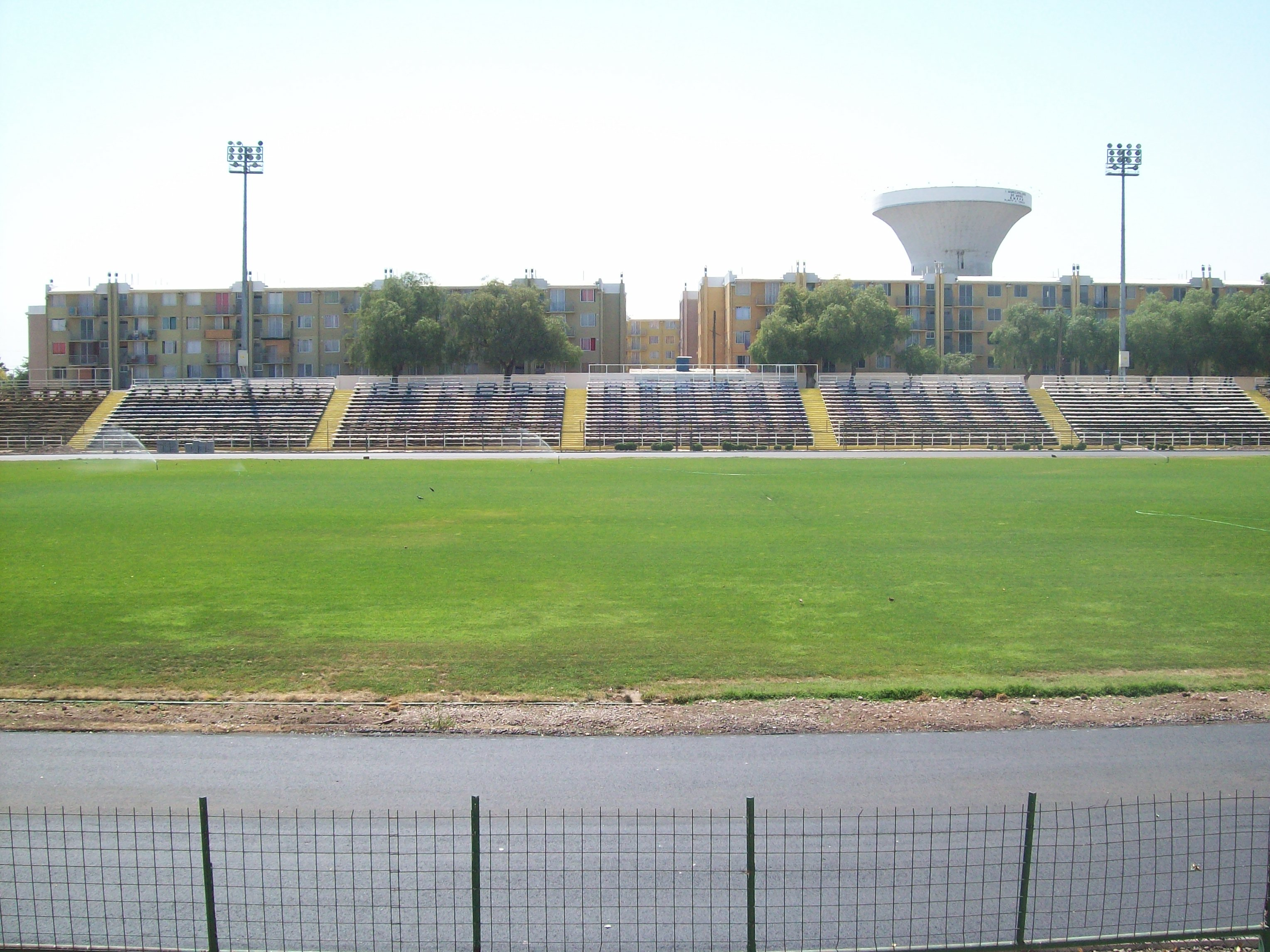
Стадион Сантьяго Буэрас

Команда была основана 27 октября 1897 года, под именем «Атлетико Эскуэла Нормаль», своё нынешнее название клуб носит с 1904 года. «Магальянес» является одним из старейших клубов Чили. Свои традиционные бело-голубые цвета клуб носит с 1908 года. Домашние матчи команда проводит на стадионе «Сантьяго Буэрас», вмещающем 5 000 зрителей. Принципиальными соперниками клуба являются клубы «Коло-Коло», противостояние с которым носит имя «Отец и сын» (так как «Коло-Коло» был основан выходцами из «Магальянеса»), и «Сантьяго Морнинг», противостояние с которым носит имя «Класико Метраполитано».
«Магальянес» победил в первых трёх профессиональных чемпионатах Чили — 1933, 1934 и 1935 годов, а всего он победил в четырёх чемпионатах, и по этому показателю является 6-м по титулованости клубом Чили. 
В 2022 году Магальянес  выиграл Кубок Чили впервые за всю свою историю.

## Достижения
- Чемпионат Чили по футболу:
  - Чемпион (4): 1933, 1934, 1935, 1938.
  - Вице-чемпион (4): 1936, 1937, 1942, 1946.
- Кубок Чили по футболу:
  - Победитель (1): 2022.

## Сезоны по дивизионам
- Примера (49): 1933—1960; 1962—1975; 1980—1986
- Примера B (36): 1961; 1976—1979; 1987—1993; 1996—2006; 2011—н.в.
- Терсера (6): 1994—1995; 2007—2010

## Участие в южноамериканских кубках
- Кубок Либертадорес (1):
  - Первый раунд — 1985